# Персеваль, Люк
Люк Персеваль (нидерл. Luk Perceval; род. 30 мая 1957) — фламандский театральный режиссёр и актёр.

## Биография
В детстве и юношестве занимался футболом, готовился к карьере профессионального игрока.
Окончил актерский факультет Королевской консерватории в Антверпене. В 1980—1985 году играет в антверпенском театре Koninklijke Nederlandse Schouwburg (ныне — Het Toneelhuis ion).
Основал вместе с Guy Joosten в Генте театр Blauwe Maandag Compagnie (BMC; «Компания Голубого понедельника»).
С 1998 по 2005 год был директором театра Het Toneelhuis ion. Международную известность приобрел после своих первых постановок в Германии. C 2005 года работает в германских театрах.
На его творчество оказали влияние Е. Гротовский, П. Брук, Т. Кантор.

## Постановки

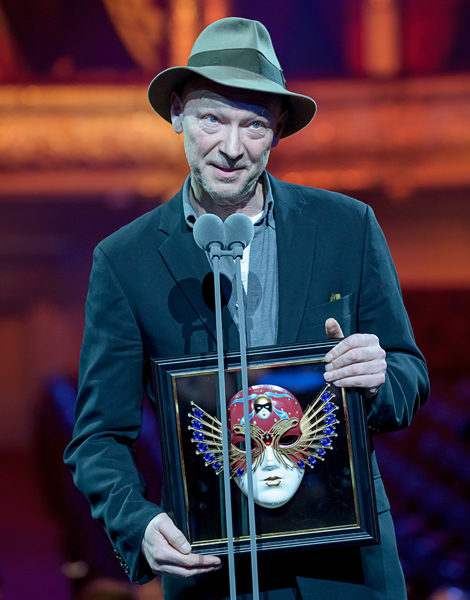
На вручении премии «Золотая маска» за лучший зарубежный спектакль «Там за дверью» театра «Tahlia» (Гамбург, Германия). 18 апреля 2014 года

- 1984 — История Дон Кихота De geschiedenis van Don Quichote door Cide Hamete Benengeli, waarin verhaald wordt hetgeen men erin zal ervaren — М. де Сервантеса — BMC
- 1985 — Totale sprakeloosheid — De dwang van de tafel. П. Хандке. — BMC
- 1985 — «Кукарача» — of ons kleiner lot van verbijstering — BMC
- 1985 — Merkwaardige paren Г. Лукаса — BMC
- 1985 — Alles Liebe (All is Love) Лопе де Вега — Reizend Volkstheater
- 1986 — «Отелло» У. Шекспира — BMC
- 1987 — «Пиноккио» по К. Коллоди — Nederlands Toneel Gent (NTG)
- 1988 — «Чайка» А. П. Чехова — BMC
- 1990 — «Странная интерлюдия» Ю. О’Нила. — BMC in samenwerking met Noordelijk Theater De Voorziening Groningen
- 1990 — «Отец» А. Стриндберга — BMC
- 1991 — «Иванов» А. П. Чехова — Nationaal Toneel Den Haag
- 1991 — Wilde Lea Нестора де Тьера — Kunstencentrum Vooruit, Ghent; BMC
- 1992 — Boste Арне Сиренс (Sierens) — BMC (совместно с Йоханом Дехолландером)
- 1992 — Accidenten I — BMC
- 1992 — Repetitie/I И. Бергмана — BMC
- 1993 — «Все за любовь» Дж. Драйдена — BMC
- 1993 — Accidenten II — BMC
- 1993 — Joko — Bewerking Ролана Топора — BMC
- 1994 — «О’Нил» (O’Neill en geef ons de schaduwen) Ларса Норена по воспоминаниям родителей Юджина О’Нила. — BMC
- 1997 — Ten Oorlog. Текст Персеваля и Тома Лануа (Lanoye) по историческим хроникам Шекспира — BMC
- 1998 — «Перед отставкой» Т. Бернхарда — BMC
- 1998 — Franciska Ф. Ведекинда — Het Toneelhuis in samenwerking met de Beethoven Academie
- 1999 — Schlachten! — Duitse versie van Ten Oorlog — Schauspielhaus Hamburg in samenwerking met de Salzburger Festspiele '99
- 2000 — Aars! Персеваля и Петера Верхельста (Verhelst) — Het Toneelhuis in samenwerking met Holland Festival¨
- 2000 — Ridders — Het Toneelhuis
- 2001 — Asem — Tekst: Thomas Joningk — Het Toneelhuis
- 2001 — «Осенний сон» Юна Фоссе. Каммершпиле (Мюнхен).
- 2002 — L. King of Pain. Текст: Клауса Райхерт, Петер и Люк Персевали по «Королю Лиру» У. Шекспира. — Het Toneelhuis in samenwerking met Brugge 2002, Schauspielhannover, Schauspielhaus Zürich en Århus Festüge
- 2002 — «Андромаха» Ж. Расина в обработке Петера и Л. Персевалей — Het Toneelhuis
- 2002 — Das kalte Kind Мариуса фон Майенбурга. Шаубюне (Берлин).
- 2003 — «Дядя Ваня» А. П. Чехова — Het Toneelhuis
- 2003 — «Андромаха» Ж. Расина. Шаубюне, Берлин. В главной роли Ютта Лампе.
- 2003 — «Отелло» У. Шекспира в переработке Феридуна Заимоглу и Гюнтер Зенкель. Каммершпиле, Мюнхен.
- 2004 — «Макбет» У. Шекспира — Het Toneelhuis
- 2004 — «Тристан и Изольда» Р. Вагнера. Штаатсопер (Штутгарт).
- 2004 — «Смерть коммивояжера» А. Миллера — Het Toneelhuis
- 2005 — «Средство Макропулоса» Л. Яначека. Штаатсопер (Ганновер).
- 2005 — «Турист» Мариуса фон Майенбурга. Шаубюне (Берлин), Het Toneelhuis (Антверпен), Wiener Festwochen.
- 2005 — «Лулу жива» по Ф. Ведекинду. Каммершпиле, Мюнхен.
- 2006 — «Мария Стюарт» Ф. Шиллера. Шаубюне (Берлин).
- 2006 — «Платонов» А. П. Чехова. Шаубюне (Берлин).
- 2006 — «Смерть коммивояжера» А. Миллера. Шаубюне (Берлин).
- 2007 — «Вечерня деве Марии» (Marienvesper), «Поединок Танкреда и Клоринды» К. Монтеверди. Staatsoper unter den linden.
- 2007 — «Мольер, страсти» по пьесам Мольера «Мизантроп», «Дон Жуан», «Тартюф», «Скупой». Зальцбургский фестиваль.
- 2007 — «Пентесилея» Г. фон Клейста. Шаубюне (Берлин).
- 2008 — «Троил и Крессида» У. Шекспира. Каммершпиле (Мюнхен).
- 2008 — «Анатоль» по А. Шницлеру. Шаубюне (Берлин).
- 2009 — «2BORNO2B» (перформанс). Театр «Талия» (Thalia Theater; Гамбург).
- 2009 — «Правда о Кеннеди». Театр «Талия».
- 2010 — «Дети солнца». М. Горького. Театр «Талия».
- 2010 — «Гамлет». У. Шекспира. Театр «Талия».

## Награды
- Премия «Золотая маска».
- Международная премия «Балтийская звезда» (2017)[3].